# マスヤ
株式会社マスヤ（英: MASUYA Co.,Ltd.）は、三重県伊勢市に本社を置く煎餅を主とする米菓の製造販売を行う企業である。

## 会社概要
うるち米を元につくられるせんべいなどの米菓メーカー。特に「おにぎりせんべい」や「ピケ8」など、40年以上にわたって発売され続けるロングセラー商品を持つことで知られる。
赤福餅で有名な、株式会社赤福の関連会社である。

## 沿革
- 1965年（昭和40年）9月 - マスヤ食品株式会社として設立される。
- 1969年（昭和44年）7月 - 「おにぎりせんべい」を発売する。
- 1972年（昭和47年） - 「ピケ8」を発売する。
- 1975年（昭和50年）8月 - マスヤ製菓株式会社を設立し、和菓子の製造を開始する。
- 1980年（昭和55年）4月 - マスヤ製菓株式会社が株式会社マスヤに社名を変更する。
- 1984年（昭和59年）10月 - マスヤ食品株式会社と株式会社マスヤが合併し、株式会社マスヤとなる。
- 1998年（平成10年）3月 - ISO9002を認証取得する（日本の米菓メーカーでは初）。
- 2001年（平成13年）10月1日 - 和菓子部門を株式会社和菓子の万寿やに、広島支店と福岡支店を株式会社西日本マスヤに分社する。
- 2007年（平成19年）10月18日 - 和菓子の万寿やで赤福餅の餡の再利用が発覚する不祥事。
- 2020年（令和2年） - ISO9001認証を自主返上。JFS（Japan Food Safety)規格への取り組みを開始。

## 事業所

### 本社・工場
- 三重県伊勢市小俣町相合1306

### 支店
- 東京支店
  - 東京都杉並区阿佐谷南1-16-10北緯35度42分3秒 東経139度38分9.7秒 / 北緯35.70083度 東経139.636028度
- 名古屋支店
  - 愛知県西春日井郡豊山町豊場字中道30北緯35度14分35.4秒 東経136度55分27.7秒 / 北緯35.243167度 東経136.924361度
- 大阪支店
  - 大阪府八尾市千塚1-8北緯34度37分57.3秒 東経135度38分8.1秒 / 北緯34.632583度 東経135.635583度
- 福岡支店
  - 福岡県糟屋郡宇美町四王寺坂1-30-14北緯33度33分39.7秒 東経130度31分30秒 / 北緯33.561028度 東経130.52500度

## グループ会社・関連会社

### グループ会社
- IXホールディングス株式会社　＜IXマスヤグループ持株会社＞

#### マスヤグループ
- 株式会社和菓子の万寿や　＜和菓子製造・販売＞
- 万寿家国際（香港）有限公司　＜菓子販売＞
- 万寿家（天津）食品有限公司　＜菓子（ようかん・甘栗）製造・販売＞

#### IXグループ
- 株式会社伊勢萬　＜酒類（焼酎・清酒）製造・販売＞
- 株式会社エムケイ・コーポレーション　＜高齢者生活支援サービス＞
- 株式会社伊勢禧　＜不動産運用＞
- 株式会社日乃本米菓製造　＜菓子（米菓）製造＞

### 関連会社
- 株式会社赤福
- 有限会社伊勢福 - 伊勢神宮内宮前にあるおかげ横丁の運営会社。

## 主な商品

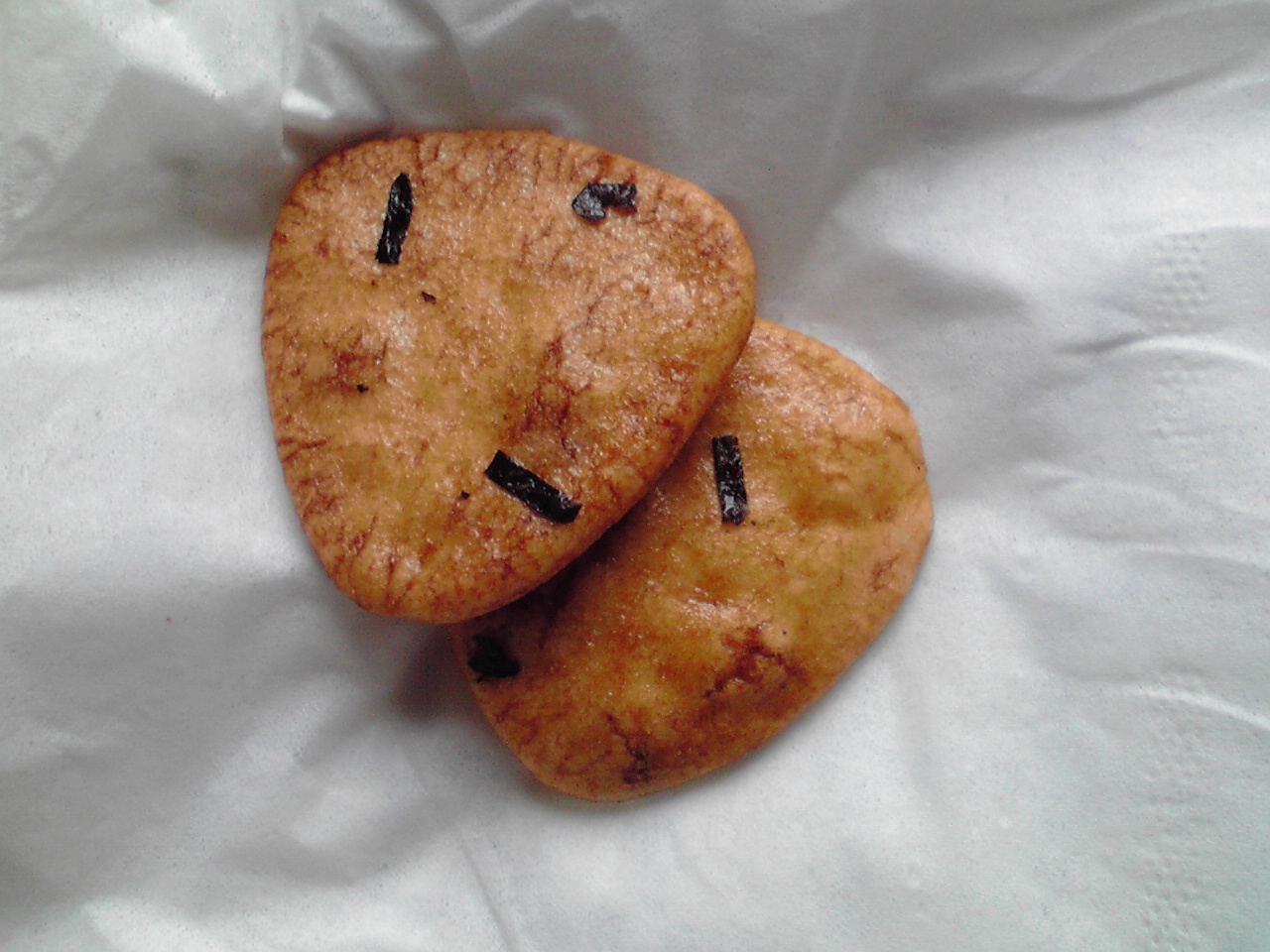
おにぎりせんべい

- おにぎりせんべい
- ピケ8
- クレヨンしんちゃんカレーあられ
- ようかん

## 売れ残りの赤福餅の再利用事件
かつてより「余った赤福餅を、赤福社長の実弟が経営するマスヤのおにぎりせんべいに再利用している」という都市伝説が存在し、マスヤと赤福が公式に否定したことがあった。マスヤの回答にあるように、赤福餅はもち米、おにぎりせんべいは粳米を使用しており、両者の融通はあり得ない。しかし、その後の調査で2000年5月より2007年1月11日までの間、和菓子製造部門（2001年に分社化し、現在は「和菓子の万寿や」）が赤福から仕入れていた「むきあん」を、適切な原材料であるかどうかを確認せずに利用していた。なお、2007年1月15日に赤福側から「むきあん」は売れ残りの赤福餅を再利用したものであり原材料として不適切であるとの通報があった。「和菓子の万寿や」（かつてのマスヤの和菓子製造部門）側では、こうした事実を知らされずに正常な半製品として「むきあん」を購入し使用していたとしている。